# Francisco Cabello (ciclista)
Francisco Cabello Luque (La Zubia, 20 maggio 1969) è un dirigente sportivo ed ex ciclista su strada spagnolo.
Professionista dal 1990 al 2006, ha vinto una tappa al Tour de France 1994. Nel 2007 e 2008 è stato direttore sportivo all'Andalucía-Cajasur.

## Carriera
Dei sedici successi ottenuti in carriera, quindici arrivarono in terra iberica: tra essi, quattro gare del Challenge de Mallorca e per tre volte la classifica finale della corsa maiorchina. Va ricordata, fuori dai confini di Spagna e Portogallo, la vittoria della quarta tappa del Tour de France 1994: Cabello si impose in solitaria sul traguardo di Brighton, nel Regno Unito (la corsa si era trasferita per due giorni oltremanica), superando di 20" i primi inseguitori, Emmanuel Magnien e Flavio Vanzella, e di 38" il gruppo.

## Palmarès
- 1992 (Kelme, una vittoria)

Memorial Manuel Galera
- 1994 (Kelme, tre vittorie)

2ª tappa Grande Premio Sport Noticias
4ª tappa Grande Premio Sport Noticias
4ª tappa Tour de France (Dover > Brighton)
- 1995 (Kelme, una vittoria)

3ª tappa Vuelta a Andalucía
- 1996 (Kelme, quattro vittorie)

Trofeo Calvia
Challenge de Mallorca
Classifica finale Challenge de Mallorca
2ª tappa Vuelta a La Rioja
- 1999 (Kelme, una vittoria)

Trofeo Calvia
- 2000 (Kelme, tre vittorie)

Trofeo Andratx
Classifica finale Challenge de Mallorca
2ª tappa Vuelta a Murcia
- 2001 (Kelme, una vittoria)

4ª tappa Vuelta a Murcia
- 2002 (Kelme, una vittoria)

Classifica finale Challenge de Mallorca
- 2005 (Comunidad Valenciana, una vittoria)

Classifica generale Vuelta a Andalucía

### Altri successi
- 2004 (Comunidad Valenciana)

ACP Criterium
- 2006 (Andalucía)

Armilla

## Piazzamenti

### Grandi giri
- Giro d'Italia

1993: 111º
1997: 81º
1999: 68º
- Tour de France

1994: 97º
1995: non partito (9ª tappa)
1996: 102º
1997: 108º
1998: non partito (18ª tappa)
2002: 111º
- Vuelta a España

1990: 118º
1991: 95º
1994: 68º
1995: 64º
1996: 94º
1998: 80º
1999: 81º
2000: 83º
2001: 75º
2003: 113º
2004: 102º

### Classiche
- Milano-Sanremo

1995: 66º
2000: 83º
2001: 77º
- Giro delle Fiandre

1996: 80º
- Parigi-Roubaix

1996: 37º
- Liegi-Bastogne-Liegi

1996: 49º

### Competizioni mondiali
- Campionati del mondo

Palermo 1994 - In linea: 35º